# Černobyl. Zona otčužděnija
Černobyl. Zona otčužděnija (rusky Чернобыль. Зона отчуждения) je ruský mysteriózní televizní seriál z produkce společností SineLab (1. řada) a RatPack Production (2. řada) pro televizní kanály TNT a TV-3. Příběh se odehrává v uzavřené zóně Černobylské jaderné elektrárny.
Premiéra první řady proběhla od 13. do 23. října 2014 na stanici TNT, premiéra druhé řady proběhla od 10. listopadu do 1. prosince 2017 na stanici TV-3. Všechny epizody jsou také umístěny na videoportálu Rutube.ru.

## Děj
1. sezóna
Příběh seriálu se odehrává ve dvou časových
obdobích: v roce 2013 a v roce 1986, v předvečer havárie na Černobylské jaderné elektrárně. 
Hlavních postav je pět: Páša, Ljóša, Nasťa, Aňja a Góša.
Na druhý den ráno po párty u Páši, k němu domů přijde správce systému pro opravy sítě. Dokud přátelé sedí v kuchyni, vezme si peníze z trezoru a utíká. Pozoruji ho a poté berou auto a vyráží za ním do Pripjati a dostávají se do různých situací, pak se ocitnou v minulosti.
Nakonec se Pášovi podaří změnit budoucnost, a on se dostane do alternativního roku 2013, kde se SSSR nerozpadlo. Ale v tomto roce existuje i alternativní verze jeho samého.
2. sezóna
Děj 2. sezóny se vyvíjí se ve dvou alternativních verzích zemích: v SSSR a v USA, v nichž 7. srpna 1986 došlo k alternativní verze havárie na jaderné elektrárně Calvert Cliffs místo Černobylské havárie a přichází nová Občanská válka.
Páša se opět musí seznámit se svými přáteli, kteří se změnili, vrátili se zpět do minulosti, a vrátili se ke svým životům. Také k nim se připojí záhadný Nikita v masce, pod níž se skrývá svou zmrzačenou tvář. 

## Herci a role

### V hlavních rolích
- Pavel Veršinin (Konstantin Davidov) — krasavec, odvážlivec a miláček dívek. Kluk z bohaté rodiny. Na první pohled — vůdce bez jediné poskvrny, ale ve skutečnosti zdaleka to není tak jednoduché. Jeho přátelé — obyčejní kluci z ulice. Je to přesně tak, opije se do bezvědomí a dopustí se chyby, kterou je pak nucen opravit. Cestuje do Černobylu, najít ukradené peníze z bytu svých rodičů. Ale nakonec z něho tato cesta dělá opravdového hrdinu. Během 2. sezóny má telekineze a je součástí Zóny.
- Alex Gorelov (Sergej Romanovič) — šikanátor, dítě ulice a věčných bolestí hlavy. Pokud se může zapojit do jakékoliv dobrodružství, určitě se zapojí. Nepřímo — hlavní zdroj problémů, které se vyskytnou u postav v průběhu celého seriálu, ale ve skutečnosti je věrný a upřímný přítel, a ukáže v pravou chvíli. Přirozeně — hlavní nositel humoru.
- Anastasia Madyševa (Valeria Dmitrieva) — přítelkyně Ljóši. Odvážná, neohrožená. Je schopná postavit se za sebe. Zranitelná a sentimentální. Ale to je Nasťa.
- Anna Antonova (Kristina Kazinskaja) — záhadná kráska — nejvíce tajemný člen týmu. Cestuje do Černobylu, kvůli vyřešení vlastního problému — pokusit se pochopit, co se stalo s její starší sestrou v roce 1986 ve městě Pripjať, kde beze stopy zmizela. V SSSR roku 2013 pracuje jako letuška ve společnosti "Sovaero".
- Georgij Petriščev (Anvar Chalilulaev) — klasický nerd, který je zvyklý poznávat svět prostřednictvím obrazovky počítače. Na nebezpečnou cestu do Pripjati souhlasí s tím, že jen díky přemlouvání.
- Paša (Nikita) v masce — Paša, který se snažil zabránit nehodě na jaderné elektrárně Calvert Cliffs. Aby se nevydával za pravého Pašu z roku 2013, vymyslel příběh, že při studiu ve škole emigroval s rodiči do USA, kde získal doktorát na Massachusettském technologickém institutu a začal pracovat v jaderné elektrárně Calvert Cliffs". Ale z toho důvodu, že se snažil zabránit nehodě si poranil obličej a hlasivky, a musel skrýt svůj obličej pod maskou. Později, po 27 letech se setkal s ním a jeho přáteli a pomohl jim se dostat do USA, aby se "znovu" snažil zabránit nehodě na americké jaderné elektrárně.
- Igor Matveev (Iľja Ščerbinin) — první antagonista a hlavní záhada seriálu. Darebák, který v prvním díle otevře trezor v bytě, plném lidí, a pak vše oznamuje lidem přes Internet, že on, spolu s ukradenými penězi jede do Černobylu.
- Sergej Kostenko (Jevgenij Styčin) — hlavní antagonista a "motor" příběhu v 1 sezóně. Pro dosažení svého cíle je ochoten obětovat vše, dokonce i život a ne jednou. V roce 1986 byl mladým a nadějným zástupcem Pripjaťského městské oddělení KGB, který mohl zabránit Černobylské nehodě.
- Derrick Fletcher / Dmitrij Kinjaev — hlavní antagonista 2 sezóny a generální ředitel společnosti "GlobalKintek". Je také součástí Zóny, stejně jako Paša. V roce 1995 udělal objednávku na zabití pěti dětí (Paši, Ljochy, Ljoši, Ani a Nasti) z původního světa. V roce 1986 se u Derricka začaly projevovat příznaky Zóny, které byly předány matkou (v roce 1956 Dine Fletcher poskytli krev, kterou daroval Paša). V roce 1986 byl zachráněn Gošou a Aňou z hořícího domu.
- Vitali Sorokin — inženýr reaktoru č. 4 Černobylské jaderné elektrárny, posádka Antonova. Zemřel v důsledku nehody. Byl tak blízko exploze. Objevuje se ve snech, Paši, který je také součástí Zóny.
- Claire Mattyson — zaměstnanec reaktoru číslo 1 jaderné elektrárny Calvert Cliffs v pozměněné roce 1986. Po zabránilo vraždy její matky chlapci v roce 1956, se výrazně změní charakter.
- Michael Ogden — kněz, v důsledku dopravní nehody v roce 1956, trpí výpadky paměti. V pozměněné realitě roku 1986 umírá v rukou rodiny Fletcherových.

## Vytvoření
Původní název seriálu Černobyl byl doplněn o podtitul Zona otčužděnija. Natáčelo se v zóně nebezpečné pro lidské zdraví. Proto se zde natáčelo jen krátce (byly pořízené jen krátké snímky, ostatní scény byli natáčeny v Rusku v městech s podobnou architekturou). I tak se zde vyskytuje spousta scén s rozsáhlým použitím počítačové grafiky (např. panoramatický výhled samotné Černobylské jaderné elektrárny před nehodou). Některé snímky byly s přesností vytvořené z fotografií míst v Pripjati. Část natáčení se konala v Moskvě, ve které byly natočeny i scény v Pripjati před nehodou.
Premiéra seriálu se "konala" 3 krát. Nejprve v sezóně 2010/2011, pak měla být premiéra v sezóně 2012/2013 a následně v sezóně 2013/2014. 
19. ledna 2014 bylo oznámeno, že premiéra se bude konat v sezóně 2014/2015.
Premiéra promítání seriálu se konala v Moskvě 24. září 2014 v kině "Říjen", včetně hvězd showbyznysu (podobná premiéra byla později v dalších 18 městech Ruska: Petrohrad, Perm, Krasnojarsk, Jekatěrinburg, Vladivostok, Kemerovo, Novosibirsk, Saratov, Irkutsk, Ижевске, Omsk, Ulyanovsk, Thule, Барнауле, Томск, Ufa, Čeljabinsk a Voroněži). Jednalo se o první seriál, který měl premiéru v kině a ne v televizi.

## Soundtrack

### Písně
| Umělec                       | Název písničky         | Epizoda |
| ---------------------------- | ---------------------- | ------- |
| Icona Pop                    | I Love It              | 1       |
| DJ M. E. G. feat. Serebro    | Угар                   | 1       |
| Lionel Richie                | Say You, Say Me        | 1       |
| Skupina "Нэнси"              | Дым сигарет с ментолом | 1       |
| Жека                         | Остывший чай           | 1, 3    |
| Skupina "Слот"               | Клон                   | 1       |
| Rocková kapela "The Subways" | ROCK ' n ' ROLL QUEEN  | 1       |
| Skupina "Warpaint"           | Drive                  | 3       |
| Rocková kapela "Мифы»"       | Река                   | 5       |
| Лев Лещенко                  | Белая вишня            | 5       |
| Николай Гнатюк               | Молодые                | 5       |
| VIA "Верасы"                 | Я у бабушки живу       | 5       |
| September                    | In Orbit               | 5       |
| Муслим Магомаев              | Чёртово колесо         | 1, 6    |
| Алла Пугачёва                | Паромщик               | 7       |
| Валерий Леонтьев             | Вернисаж               | 7       |
| VIA "Лейся, píseň"           | Прощай                 | 8       |

### Skladby
| Автор                                                                  | Название композиции                | Серия |
| ---------------------------------------------------------------------- | ---------------------------------- | ----- |
| Blues Saraceno                                                         | Phuzz Face                         | 1     |
| Loxley / Hawke                                                         | Keep The Faith Alive               | 1     |
| Loxley / Hawke                                                         | White Lies                         | 3     |
| Ben Standage                                                           | On Behalf Of My Bro                | 1     |
| Tarver / Underhill / Grennwood / Williams                              | Radiate                            | 1     |
| Mel Wesson                                                             | Off Radar                          | 1     |
| Mel Wesson                                                             | Phantom Play                       | 2     |
| Mel Wesson                                                             | Possessed Guest                    | 2, 4  |
| Mel Wesson                                                             | Sub Surface                        | 3     |
| Mel Wesson                                                             | DEEPCORE                           | 4     |
| MORGAN / COOPER / MORGAN                                               | ROCK’N’ROLL QUEEN                  | 1     |
| Christian FJ Buttner, Zippy Davids                                     | Work It                            | 1     |
| Alain Tristant, Franck Lascombes                                       | Breaking My Heart                  | 1     |
| Sylvian Lux                                                            | Party Every Day                    | 1     |
| Daniel Backers & Peter Moslener                                        | Siberian Command Base              | 1-8   |
| Daniel Backers & Peter Moslener                                        | Unknown Danger                     | 2     |
| Simon Kringel (GEMA), Bjarke Monrad (GEMA), Jesper Hoff-Klausen (KODA) | Keep Running                       | 2     |
| Андрей Данилко, Аркадий Гарцман / Андрей Данилко                       | Тук-тук-тук                        | 2     |
| Nitin Sawhney                                                          | Hidden Danger                      | 2     |
| O’DOWDA / WOOD                                                         | All Alone                          | 3     |
| Trevor Morris                                                          | Dread-2                            | 3, 7  |
| Trevor Morris                                                          | Scare-1                            | 3     |
| Trevor Morris                                                          | Dread-4                            | 3, 6  |
| ASCAP                                                                  | All Fired Up                       | 3     |
| Wally Gagel / Xandy Barry                                              | Barkling                           | 3     |
| John Hunter Jr, Jonathan Slott, Matthew Minich                         | I’m Fine On My Own                 | 3     |
| Joseph Saba & Stewart Winter                                           | Templum Malus (RISE) (MODULE)      | 4, 7  |
| JC Lemay (SACEM)                                                       | Return To Tomorrow                 | 4     |
| Ian Honeyman                                                           | Bad Will                           | 5     |
| David Inlander                                                         | Cloak and Swagger                  | 5     |
| David Inlander                                                         | Blank Window                       | 5     |
| Colin Baldry (PRS) / Tom Kane (PRS)                                    | Into Darkness                      | 5     |
| Alex Kharlamov (ASCAP)                                                 | Dangerous Night Suspense           | 5     |
| Luke Keyte (PRS), Nick Hill (PRS), Ross Curnow (PRS)                   | Face To Face                       | 5     |
| Hans Zimmer, Steve Kofsky, Bruce Fowler, Mel Wesson                    | Fire Storm                         | 6     |
| Юрий Лоза / Борис Шифрин                                               | Купи мне, мама, джинсы             | 6     |
| Вячеслав Добрынин / Леонид Дербенёв                                    | Прощай                             | 6     |
| Brian Randazzo                                                         | Torn To Shreds                     | 6     |
| Tom Howe (PRS)                                                         | Electric Fear                      | 6     |
| Andrew Britton (PRS), Andrew Skeet (PRS), David Goldsmith (PRS)        | Dark Skies                         | 6     |
| Фаррух Закиров / Юрий Энтин                                            | Учкудук — Три колодца              | 7     |
| Lemelle                                                                | Meticulous Disembowelment (MODULE) | 7     |
| Miguel D’Oliveira                                                      | Disappointing Results              | 7     |
| Bernhard Hering, Martin Wester, Matthias Kruger                        | Dark Pulse 14                      | 7     |
| Matthew Harris                                                         | Rocking The Baby                   | 7     |

## Posouzení a hodnocení
Televizní seriál nastartoval s vysokým hodnocením sledovanosti na tv kanálu TNT. 13. října 2014 v 22:00 odstartovala první epizoda Černobyl. Zona otčužděnija. 28,4 % diváku v Rusku ve věku od 14 do 44 let sledovali tento seriál (v Moskvě — 29,9 %), to znamená, že seriál sledoval každý 3. občan. Podíl publika od 18 do 30 let byl v Rusku 34,9 %, a v Moskvě — 40, 4 %. Předběhl i seriál Kuchyň (Кухни).
Za první týden od uvedení seriálu Černobyl. Zona otčužděnija na ruském videoportále Rutube nashromáždil seriál  6,1 milionů zhlédnutí, což je o 1,6 milionů zhlédnutí více než u první sezóny seriálu "Fizruka", uvedeného v dubnu 2014 a tehdy trhal rekordy v počtu zhlédnutí.
Dále se seriálu podařilo dostat na první příčku sledovanosti na  kanále TNT – před seriál "Fizruk". 
Seriál se dostal na seznam "10 nejlepších ruských seriálů roku 2014" podle časopisu "Billboard".

## Ocenění a nominace
- Profesionální cenu Asociace producentů filmu a televize v oblasti televizní film 2015[2] — nominace na cenu v kategorii "Nejlepší práce režiséra" (Sergej Кучеров)
- Cena "Georges 2015"[3] — nominace na cenu v kategorii "Ruský televizní seriál roku
- Cena "Slovo roku 2015"[4] — nominace na cenu v kategorii "Nejlepší scénář televizního filmu" (Ilja Bahňáků, Eugene Никишов)
- Cena "ТЭФИ 2015"[5] — nominace na cenu v kategorii "Televizní film/seriál
- Prémie OOPS! Choice Awards 2015 (slavnostní předání cen se konalo 29. října 2015):
  - nominace na cenu v kategorii "Nejlepší televizní seriál"[6]
  - nominace na cenu v kategorii "Nejlepší herec seriálu" (Sergej Romanovič)
  - nominace na cenu v kategorii "Nejlepší herec seriálu" (Konstantin Davidov)[7]
  - nominace na cenu v kategorii "Nejlepší herečka seriálu" (Kristina Kazinskaja)[8]